# California (Maryland)
California – jednostka osadnicza w Stanach Zjednoczonych, w stanie Maryland, w hrabstwie St. Mary’s.